# Yūko Fueki
Yūko Fueki  (笛木優子?, Fueki Yūko) (hangŭl: 유민; latinizzazione: Yoo Min; McCune-Reischauer: Yoo Min; Tokyo, 21 giugno 1979) è un'attrice e cantante giapponese naturalizzata sudcoreana, ex-membro del gruppo femminile j-pop Tokyo Performance Doll.
Fueki ha debuttato come attrice in un lungometraggio nel 2001, con il film Hotaru (Lucciola). Il medesimo anno l'ha vista per la prima volta sui piccoli schermi in Corea del Sud, nazione nella quale ha ottenuto più fama e popolarità che nella madrepatria. Le sue apparizioni in entrambi gli stati, col tempo, hanno anche causato una disputa legale tra le sue due agenzie manageriali, la A Stars coreana e la Riku Corporation giapponese.
Nel 2005, all'uscita nelle sale del film Sinseolguk (conosciuto in Giappone come Shin Yukiguni), c'è stato un breve scandalo a causa di alcune scene di nudo di Fueki. Lo scandalo è stato rinforzato dal fatto che, pochi mesi prima, Fueki era stata oggetto di alcuni scatti fotografici senza veli. Particolare è il fatto che il website del film, appena dopo la pubblicazione di quest'ultimo, ha ricevuto per qualche momento un numero talmente alto di visitatori, che è brevemente crollato.

## Filmografia

### Film
- Hotaru (ホタル; 200])
- Shin Yukiguni (新・雪国; 2001)
- Jump (ジャンプ; 2003)
- Blue Swallow (청연; 2005)
- APT (아파트; 2006)

### Televisione
- Tenki Yoho no Koibito (天気予報の恋人; 2000, Fuji Television)
- Joshiana. (女子アナ。; 2001, Fuji Television)
- Wuri's Family (우리집; Uri Jip; 2001, MBC)
- Gyeolhonhapsida (결혼합시다; 2002, KBS)
- All In (올인; 2003, SBS)
- Good Man (좋은사람; Joh-eun Sa-ram; 2003, MBC)
- Abgujeong Jonggajip (압구정 종갓집; 2003-2004, SBS)
- Stained Glass (유리화; Yurihwa; 2004-2005, SBS)
- Bad Housewife (불량주부; Bul-lyang Joo-boo; 2005, SBS)
- Attention Please (アテンションプリーズ; 2006, Fuji Television)
- Warui Yatsura (わるいやつら; 2007, TV Asahi)
- Hotelier (ホテリアー; 2007, TV Asahi)
- Iris (아이리스; 2009, KBS)